# Athyrium spinulosum
Athyrium spinulosum är en majbräkenväxtart som först beskrevs av Carl Maximowicz, och fick sitt nu gällande namn av Carl August Julius Milde. Athyrium spinulosum ingår i släktet Athyrium och familjen Athyriaceae. Inga underarter finns listade.

## Bildgalleri